# Малынь (Тульская область)
Малынь — село в Щёкинском районе Тульской области России.
В рамках административно-территориального устройства является центром Даниловской сельской администрации Щёкинского района, в рамках организации местного самоуправления включается в сельское поселение Крапивенское.

## География
Расположено на левом берегу реки Плава, в 28 км к юго-западу от железнодорожной станции города Щёкино.

## Население
| 2002 | 2010 |
| ---- | ---- |
| 373  | ↘350 |